# Ahmad Bakr
Ahmad Bakr (tiếng Ả Rập: احمد بكر) là sultan thứ ba của Darfur, cai trị từ năm 1682 đến năm 1722. Ông đã góp phần vào sự phát triển mạnh nhất về chính trị, quân sự và kinh tế của đất nước.

## Tiểu sử
Ahmad Bakr sinh ra ở vùng Marra, là con út trong số 8 người con trai của sultan Musa. Năm 1682, ông lên nắm quyền sau khi anh trai của ông tỏ ra không phù hợp với ngai vàng. Để củng cố địa vị của mình, ông kết hôn với Kaltum, con gái Sheikh của tộc Angu, một nhánh của bộ lạc Zaghawa.
Ahmad đã tái thiết quân đội, lần đầu tiên thiết lập các đơn vị quy mô lớn trang bị súng trường được mua ở Ai Cập. Ông đã cải tổ đội kỵ binh, giúp nó trở nên cơ động và có tổ chức hơn.
Ông được biết đến là người đã làm tăng sự thịnh vượng của đất nước bằng cách khuyến khích nhập cư từ Bornu và Bagirmi. Sự cai trị của ông kéo dài về phía đông sông Nin đến tận bờ sông Atbara.
Vào cuối đời, ông đã hành quân với mục đích chinh phục Kordofan, nơi có vị thế độc lập dưới thời cha ông. Tuy nhiên, ông đã mất vào năm 1722 khi chiến dịch còn dang dở. Điều này gây ra một cuộc chiến gay gắt nhằm giành quyền kế vị giữa các con trai và anh em của ông, kéo dài cho đến năm 1786.